# Ère Tokuji
L'ère Tokuji (徳治) est une des ères du Japon (年号, nengō, lit. « nom de l'année ») après l'ère Kagen et avant l'ère Enkyō. Cette ère couvre la période allant du mois de décembre 1306 au mois d'octobre 1308. L'empereur régnant est Go-Nijō-tennō (後二条天皇).

## Changement d'ère
- 1306 Tokuji gannen (徳治元年?) : Le nom de la nouvelle ère est créé pour marquer un événement ou une série d'événements. L'ère précédente se termine là où commence la nouvelle, en Kagen 4.

## Événements de l'ère Tokuji
- 1308 (Tokuji 3, 8e mois) : Durant la huitième année du règne de Go-Nijo-tennō (後二条天皇8年), l'empereur meurt au jeune âge de 24 ans et la succession (senso) est reçue par son cousin. Peu après, l'empereur Hanazono est déclaré avoir accédé au trône (sokui)[3].
- 1308 (Tokuji 3, 10e mois) : Le nengō est changé en Enkyō pour marquer l'accession de l'empereur Hanazono[4].

| Eikyō     | 1re  | 2e   | 3e   |
| Grégorien | 1306 | 1307 | 1308 |